# 岐阜県道46号岐阜羽島インター線
岐阜県道46号岐阜羽島インター線（ぎふけんどう46ごう ぎふはしまインターせん）とは、岐阜県羽島市内の県道（主要地方道）である。
名神高速道路岐阜羽島ICの接続道路である。

## 概要

### 路線データ
- 起点：岐阜県羽島市上中町長間（名神高速道路岐阜羽島IC）
- 終点：岐阜県羽島市福寿町浅平（福寿町浅平3交差点、岐阜県道18号大垣一宮線・岐阜県道151号岐阜羽島線交点）
- 実延長：1,455m[1]

## 重複区間
- 岐阜県道1号岐阜南濃線（岐阜県羽島市舟橋町・舟橋町宮北交差点 - 羽島市福寿町浅平・福寿町浅平3交差点）

## 地理

### 通過する自治体
- 岐阜県
  - 羽島市

### 交差する道路
- 名神高速道路岐阜羽島IC
- 岐阜県道1号岐阜南濃線（舟橋町・舟橋町宮北交差点、福寿町浅平・福寿町浅平3交差点）
- 岐阜県道18号大垣一宮線（福寿町浅平・福寿町浅平3交差点）
- 岐阜県道151号岐阜羽島線（福寿町浅平・福寿町浅平3交差点）